# Euglyphis abolla
Euglyphis abolla är en fjärilsart som beskrevs av Max Wilhelm Karl Draudt 1927. Euglyphis abolla ingår i släktet Euglyphis och familjen ädelspinnare. Inga underarter finns listade i Catalogue of Life.